# Everyman Chess
Everyman Chess és una editorial amb seu a Londres que publica llibres i CD d'escacs; tenia anteriorment el nom de Cadogan Chess. "Everyman" és una marca registrada de Random House. L'exCampió del món Garri Kaspàrov és el seu principal assessor i John Emms n'és l'editor general, amb l'ajut de Richard Palliser.
A més de llibres individuals, la companyia publica també sèries de llibres. Algunes de les seves més conegudes sèries de llibres són les següents:
- La sèrie "Winning Chess" ("Guanyar als escacs") del Gran Mestre Yasser Seirawan
- La sèrie "Starting Out" ("Començant"), de diversos escriptors, entre ells John Emms, Chris Ward, Glenn Flear, Joe Gallagher, Richard Palliser, i John Shaw.
- La sèrie "My Great Predecessors" ("Els meus grans predecessors") sèrie en cinc volums, per Garri Kaspàrov.
- La sèrie "Modern Chess" ("Escacs moderns") sèrie de Garri Kaspàrov.
- La sèrie Dangerous Weapons ("Armes perilloses") sobre obertures.

La sèrie "Starting Out" és formada per llibres de nivell introductori per jugadors de nivell mitjà, que han avançat més enllà de nivell principiant. Aquests llibres contenen generalment una visió estratègica general, juntament amb notes sobre si les línies són teòriques o no. John Watson ha assenyalat que el principal punt feble de la sèrie és la manca d'una cobertura teòrica en profunditat. Els llibres de la sèrie contenen avisos en negreta, amb consells, advertències i notes. La sèrie ha esdevingut popular, degut al gran abast del públic a qui va dirigida. Una veu crítica ha comentat que molts títols són col·locats a la sèrie com una manera d'augmentar les vendes, quan seria més adequat presentar-los com un treball més teòric.